# Oreodera vulgata
Oreodera vulgata là một loài bọ cánh cứng trong họ Cerambycidae.